# Municipio de Olney (Minnesota)
El municipio de Olney (en inglés: Olney Township) es un municipio ubicado en el condado de Nobles en el estado estadounidense de Minnesota. En el año 2010 tenía una población de 205 habitantes y una densidad poblacional de 2,24 personas por km².

## Geografía
El municipio de Olney se encuentra ubicado en las coordenadas 43°37′44″N 95°52′10″O / 43.62889, -95.86944. Según la Oficina del Censo de los Estados Unidos, el municipio tiene una superficie total de 91.59 km², de la cual 91,38 km² corresponden a tierra firme y (0,22 %) 0,2 km² es agua.

## Demografía
Según el censo de 2010, había 205 personas residiendo en el municipio de Olney. La densidad de población era de 2,24 hab./km². De los 205 habitantes, el municipio de Olney estaba compuesto por el 96,59 % blancos, el 0,49 % eran afroamericanos, el 2,44 % eran amerindios, el 0,49 % eran asiáticos. Del total de la población el 1,46 % eran hispanos o latinos de cualquier raza.